# Monible

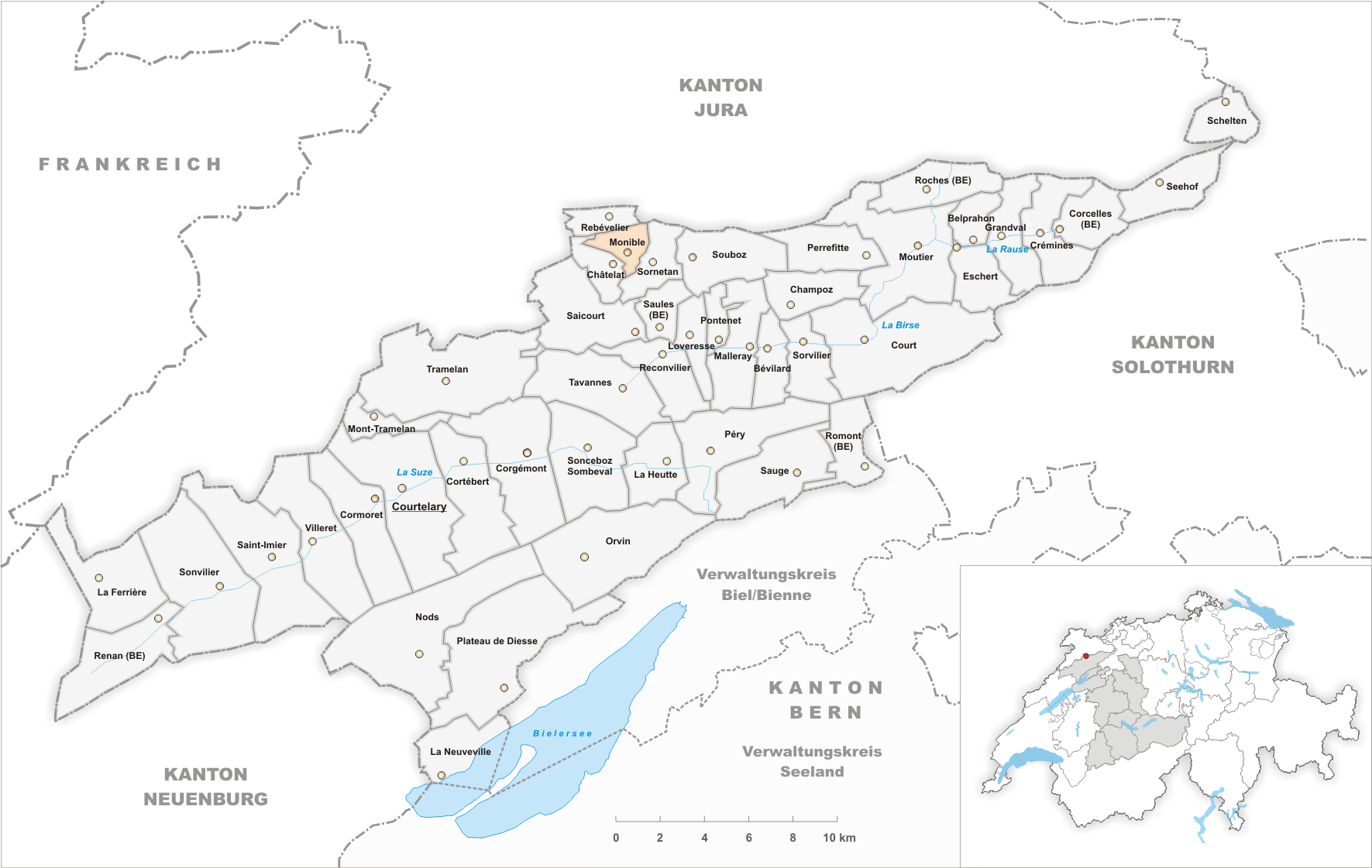
Gemeindestand vor der Fusion am 1. Januar 2015

Monible ist eine Ortschaft in der Gemeinde Petit-Val im Verwaltungskreis Berner Jura des Kantons Bern in der Schweiz. Bis am 31. Dezember 2014 war Monible eine eigenständige politische Gemeinde. Am 1. Januar 2015 fusionierte diese mit den Gemeinden Châtelat, Sornetan und Souboz zur neuen Gemeinde Petit-Val.

## Geographie
Monible liegt auf 862 m ü. M., 13 Kilometer westlich des Orts Moutier (Luftlinie). Das Bauerndorf liegt auf einem isolierten waldfreien Hügel nördlich der oberen Sorne, in einer Talweitung im Kettenjura, die auch den Namen Petit Val trägt.
Die Fläche des 3,4 km² grossen Gebiets der ehemaligen Gemeinde umfasst einen Abschnitt des Petit Val beidseits der Sorne, die das Talbecken zur Birs entwässert. In diesem Becken erhebt sich der 70 m hohe Hügel von Monible. Im Süden reicht das Gebiet bis an den Nordhang der Jurakette des Moron (bis 1010 m ü. M.). Nach Norden erstreckt sich das ehemalige Gemeindegebiet bis auf die Höhe Prés Jean de Souboz, die westlich an die Pichoux-Schlucht anschliesst. Auf dieser Kette wird mit 1075 m ü. M. der höchste Punkt von Monible erreicht. Von der Gemeindefläche entfielen 1997 1 % auf Siedlungen, 51 % auf Wald und Gehölze und 48 % auf Landwirtschaft.
Zu Monible gehören mehrere Einzelhöfe. Nachbarorte bzw. ‑gemeinden von Monible sind die Ortsteile Châtelat und Sornetan in der gleichen Gemeinde sowie die Gemeinden Rebévelier im Kanton Bern und Undervelier im Kanton Jura.

## Bevölkerung
Mit 36 Einwohnern (Stand 31. Dezember 2013) war Monible die kleinste bernische Gemeinde und gehörte zu den zehn kleinsten Gemeinden der Schweiz. Im Jahr 2000 waren von den Bewohnern 88,6 % französischsprachig und 11,4 % deutschsprachig. Die Bevölkerungszahl von Monible belief sich 1850 auf 132 Einwohner, 1900 noch auf 72 Einwohner. Nach einer weiteren markanten Abnahme wurde 1960 mit 27 Personen der Tiefstand erreicht. Seither wurde eine leichte Bevölkerungszunahme verzeichnet.

## Politik
Die Wähleranteile der Parteien anlässlich der Nationalratswahlen 2011 betrugen in Monible: SVP 27,3 %, Les Rauraques 24,7 %, GPS 18,2 %, AL 9,3 %, BDP 7,7 %, FDP 5,3 %, SP 3,6 %, PSpA 1,6 %, ALP 0,8 %, EDU 0,6 %, EVP 0,6 %, SD 0,2 %.

## Wirtschaft
Monible lebt von der Landwirtschaft, wobei hauptsächlich die Milchwirtschaft und die Viehzucht von Bedeutung sind, in der Nähe der Häuser stehen auch Obstbäume. Ausserhalb des primären Sektors gibt es im Dorf keine Arbeitsplätze.

## Verkehr
Monible liegt abseits der grösseren Durchgangsstrassen, oberhalb der Kantonsstrasse, die von Tavannes via Bellelay durch die Pichoux-Schlucht ins Delsberger Becken bei Bassecourt führt. Monible besitzt keine Anbindung an das Netz des öffentlichen Verkehrs. Die nächste Haltestelle des Postautokurses Tavannes–Lajoux–Les Genevez befindet sich in Bellelay.

## Geschichte
Das Dorf unterstand bis zum Ende des 18. Jahrhunderts der Propstei Moutier-Grandval. Von 1797 bis 1815 gehörte Monible zu Frankreich und war anfangs Teil des Département Mont-Terrible, das 1800 mit dem Département Haut-Rhin verbunden wurde. Durch den Entscheid des Wiener Kongresses kam der Ort 1815 an den Kanton Bern zum Bezirk Moutier.
Bis am 31. Dezember 2014 war Monible eine eigenständige Gemeinde.

## Sehenswürdigkeiten
Die Lage und das Ortsbild von Monible erinnern von der Kantonsstrasse gesehen an ein provenzalisches Bergdorf. Die Bausubstanz der verhältnismässig kleinen Bauernhöfe stammt aus dem 18. und 19. Jahrhundert.